# Stomphastis mixograpta
Stomphastis mixograpta là một loài bướm đêm thuộc họ Gracillariidae. Nó được tìm thấy ở Nam Phi.